# Cheval d'allures

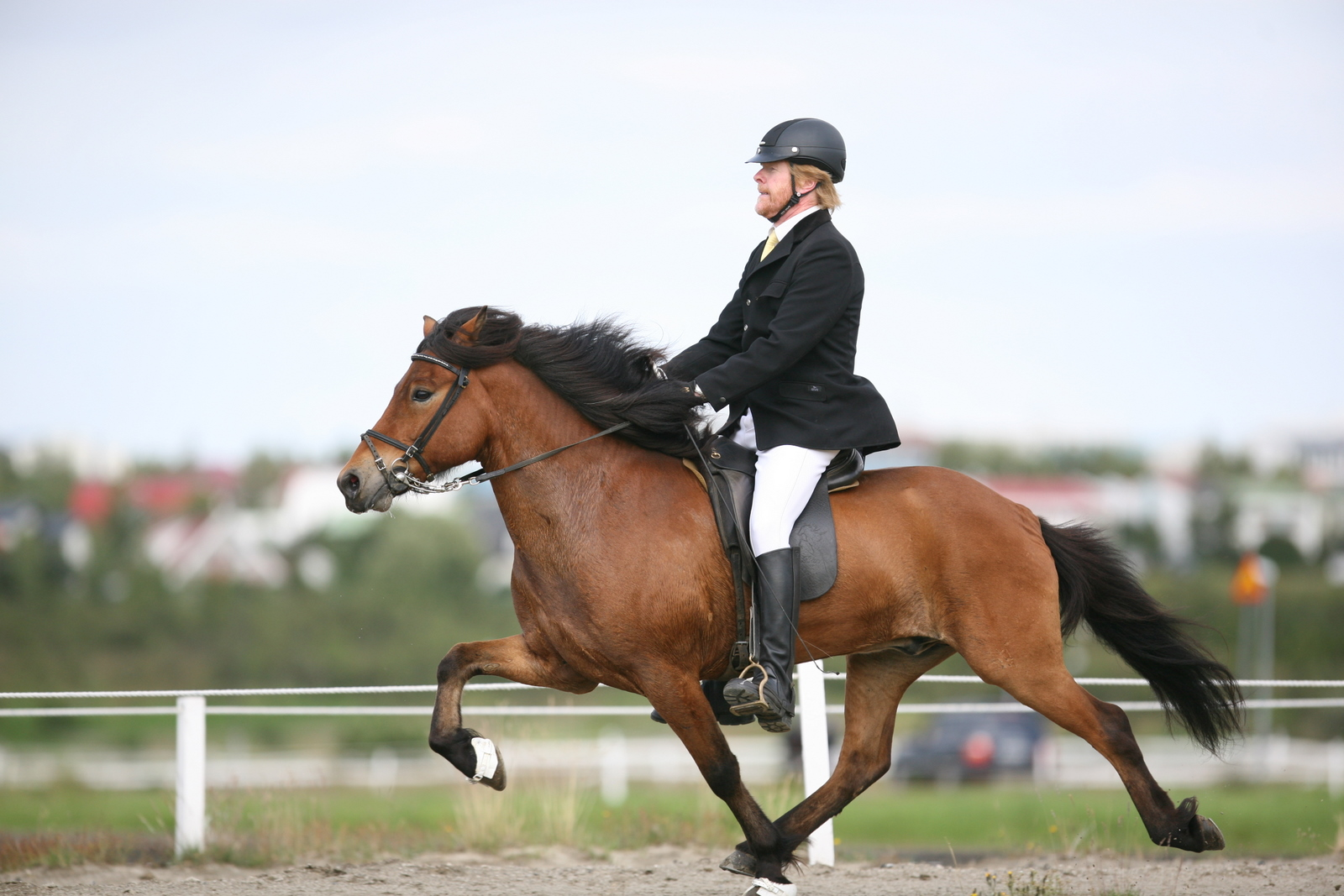
Cheval islandais à l'amble.

Un cheval d'allures est un type de cheval sélectionné pour des allures particulières, comme l'amble et l'amble rompu.

## Races de chevaux d'allures
- Aegidienberger[1]
- American Saddlebred[2]
- Campolina
- Florida Cracker Horse
- Garrano
- Islandais[2]
- Kentucky Mountain Saddle Horse
- Mangalarga Marchador
- Marwari
- Messará
- Missouri Fox Trotter[2]
- Paso Fino[2]
- Paso péruvien[2]
- Racking horse[2]
- Rocky Mountain Horse[2]
- Spotted saddle horse[2]
- Tennessee Walker[2]
- Walkaloosa